# Аршинова, Алёна Игоревна
Алёна И́горевна Арши́нова (род. 3 марта 1985, Дрезден) — российский политический деятель. Депутат Государственной думы Федерального собрания Российской Федерации VI, VII и VIII созывов. Секретарь Чувашского регионального отделения партии «Единая Россия» с 24 июня 2020 года по 21 февраля 2022 года. Член Генерального совета партии «Единая Россия». Заместитель руководителя фракции «Единая Россия» в Государственной Думе VIII созыва.
Член фракции «Единая Россия», первый заместитель Председателя Комитета Государственной думы по просвещению. В Государственной думе VI созыва занимала пост Заместителя Председателя Комитета по образованию и науке.
С сентября 2017 года — куратор Экспертного совета по соблюдению прав обучающихся при комитете Государственной Думы Федерального Собрания Российской Федерации по образованию и науке.
Находится под персональными международными санкциями 27 стран ЕС, Великобритании, США, Канады, Швейцарии, Австралии, Японии, и других государств.

## Биография
Алёна Аршинова родилась 3 марта 1985 года в немецком городе Дрезден в семье советского военного. Вместе с родителями переехала в город Тирасполь, на новое место службы отца.
С 2005 по 2010 год возглавляла Международную молодёжную корпорацию «ПРОРЫВ!» в Приднестровье.
В 2007 году с отличием окончила Приднестровский государственный университет им. Т. Г. Шевченко, получив квалификацию социолога, с 2007 по 2010 год продолжила обучение в аспирантуре социологического факультета Московского государственного университета им. М. В. Ломоносова, а с 2010 по 2011 год там же преподавала социологию. Кандидат политических наук.
С июля по декабрь 2010 года являлась заместителем начальника Центрального штаба ВОО «Молодая гвардия Единой России», а с декабря 2010 по август 2012 года — Сопредседателем Координационного совета «Молодой гвардии».
28 марта 2012 года стала депутатом Государственной думы ФС РФ шестого созыва, членом фракции «Единая Россия», получив мандат Константина Косачева, назначенного главой Россотрудничества.
26 мая 2012 года на XIII Съезде партии «Единая Россия» стала членом партии, получив партийный билет от Председателя партии Дмитрия Медведева. В тот же день была избрана в Президиум Генерального Совета партии.
В 2013—2017 годах руководитель партийного проекта Единой России «Детские сады — детям» и куратор Экспертного совета по дошкольному образованию при Комитете Государственной думы Федерального собрания Российской Федерации по образованию. Уступив руководство партийным проектом Ларисе Тутовой.
С 2013 года — Координатор Молодёжного клуба при Президиуме Генерального совета партии «Единая Россия».
В 2014 году с отличием окончила магистратуру Дипломатической академии Министерства иностранных дел Российской Федерации по направлению подготовки «Международные отношения».
С сентября 2014 года — доцент кафедры социологии Российского университета дружбы народов (РУДН).
В 2015 году с отличием окончила магистратуру Российского экономического университета имени Г. В. Плеханова по направлению подготовки «Экономика».
В сентябре 2016 года избрана депутатом Государственной думы Российской Федерации VII созыва по федеральному списку от партии «Единая Россия» (№ 5 в региональной группе № 16, Республика Марий Эл, Республика Мордовия, Чувашская Республика — Чувашия, Нижегородская область).
В декабре 2017 года назначена координатором партийного проекта «Новая школа».
С 2011 по 2019 год, в течение исполнения полномочий депутата Государственной думы VI и VII созыва, выступила соавтором 74 законодательных инициатив и поправок к проектам федеральных законов, нереализованных до конца 2019 года.
В конце февраля 2020 года стала финалистом конкурса «Лидеры России. Политика».
В июне 2020 года стала Секретарём Чувашского регионального отделения партии «Единая Россия». Сложила полномочия Секретаря Чувашского регионального отделения партии «Единая Россия» 21 февраля 2022 года.
С сентября 2021 года занимает должность Первого Заместителя Председателя Комитета Государственной думы по просвещению.
16 ноября 2023 года решением Президиума Генсовета «Единой России» стала заместителем руководителя фракции «Единая Россия» в Государственной Думе VIII созыва.
20 февраля 2024 года решением XI Съезда «Молодой Гвардии Единой России» возглавила общественный совет этой организации.
С мая 2024 года - председатель Координационного совета АНО «Евразия».
С января 2025 года - член Попечительского совета АНО «Евразия».

## Депутат Государственной думы

### Избрание

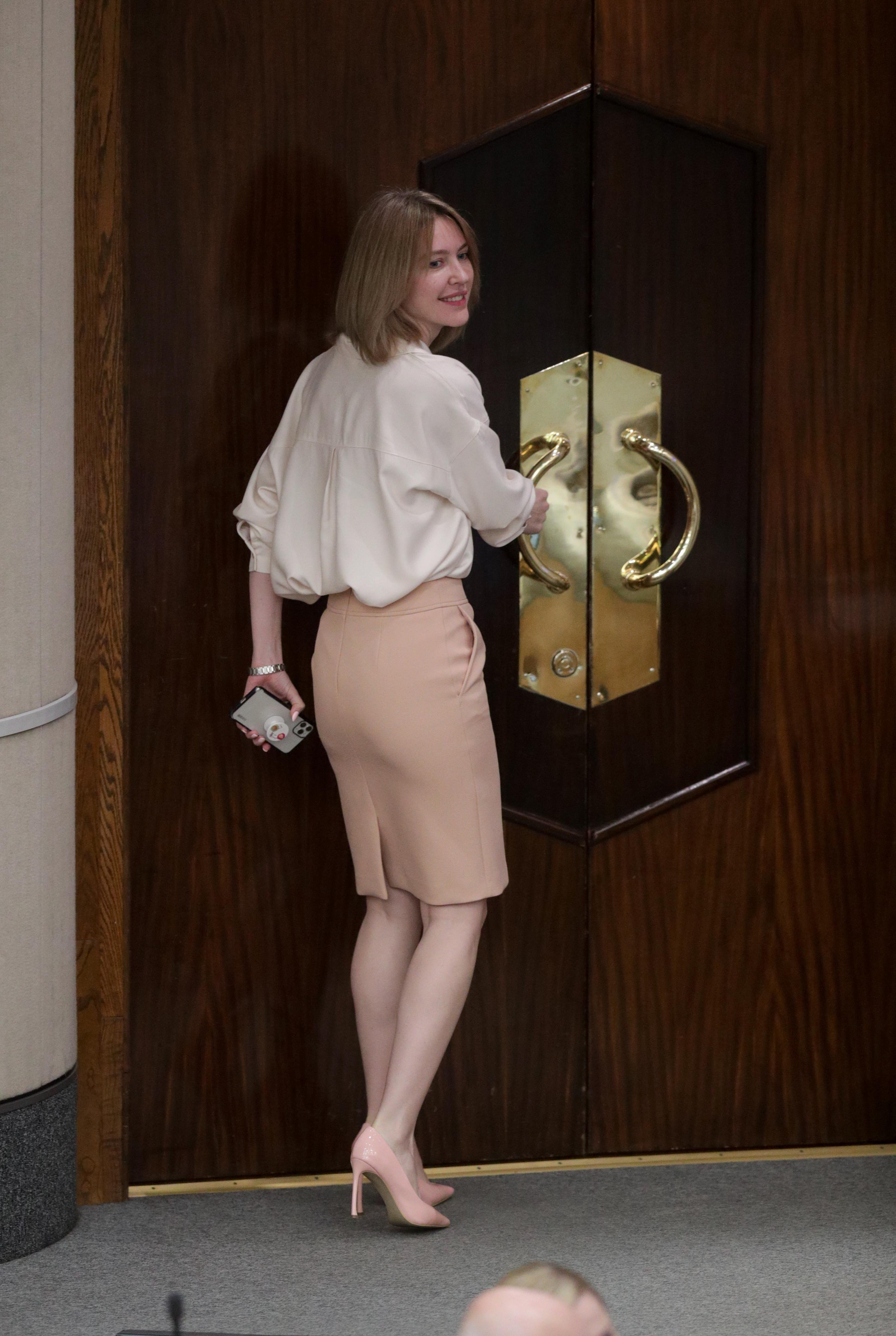
У двери Государственной Думы, 2021 год

В декабре 2011 года Аршинова как представитель Общероссийского народного фронта баллотировалась в Думу по спискам «Единой России» от Пензенской области, но безуспешно.
28 марта 2012 года Центральная избирательная комиссия, рассмотрев решение Президиума Генерального совета «Единой России», передала мандат депутата Госдумы России шестого созыва от Чувашии, ставший вакантным в связи с назначением Константина Косачёва на должность главы Россотрудничества, зарегистрированному в Пензенской области кандидату Алёне Аршиновой.
17 апреля 2012 года Аршинова впервые посетила Чувашию, от которой стала депутатом ГД. Оппозиция региона отрицательно отнеслась к передаче мандата Аршиновой. Руководитель фракции КПРФ в Государственном совете Чувашии Дмитрий Евсеев назвал потерю единороссами мандата «позором» для республики. Его поддержал лидер регионального отделения партии «Патриоты России» Владислав Солдатов. Будучи депутатом Госдумы РФ от Чувашии, Алёна Аршинова высказалась о пользе добровольного изучения чувашского языка и одновременно против принуждения к этому в школах Чувашии. Такое мнение она выразила в интервью «МК в Чебоксарах».

### Деятельность
16 мая 2012 года Алёна Аршинова назначена заместителем председателя Комитета ГД по образованию.

### Письмо против Анатолия Карпова
21 января 2013 года стало известно о том, что девять единороссов (включая Алёну Аршинову и Франца Клинцевича) написали письмо в министерство юстиции с просьбой проверить фонд «Мир и гармония», учредителем которого является «Международная ассоциация фондов мира», председателем которой является их коллега по партии Единая Россия Анатолий Карпов. Подписанты желали, чтобы министерство выяснило, не является ли фонд «иностранным агентом». «Хотим знать ответ, получает ли она финансирование из-за рубежа и не участвует ли в политической жизни страны», — заявила Алёна Аршинова.
Письмо последовало после того, как Анатолий Карпов предложил исключить из «антитабачного закона» статью «Предотвращение незаконной торговли табачной продукцией и табачными изделиями включает…», которая, в частности, предусматривает контроль за производством сигарет. Сам Карпов объяснил своё предложение тем, что такая статья и так предусмотрена международным законодательством.

## Законотворческая деятельность
С 2011 по 2023 год, в течение исполнения полномочий депутата Государственной Думы VI,VII и VIII созывов, выступила соавтором 93 законодательных инициатив и поправок к проектам федеральных законов.
Среди них:
- Закон о бесплатном проезде школьных автобусов по платным автомобильным дорогам[24];
- Изменения в ФЗ «Об образовании», исключающие из Закона понятие «образовательная услуга»[25];
- Закон о создании учебно-производственных комплексов в структуре организаций среднего профессионального образования[26];
- Закон об использовании материнского капитала для оплаты детских садов, открытых индивидуальными предпринимателями[27];
- Закон о снижении документационной нагрузки на педагогических работников[28].

## Награды
Награждена: медалью ордена «За заслуги перед Отечеством» II степени, Почетной грамотой Президента Российской Федерации, Благодарностью Председателя Государственной Думы Федерального собрания Российской Федерации, Почётной грамотой Государственной Думы Федерального Собрания Российской Федерации, Почетной грамотой и Благодарностью Правительства Российской Федерации, почетным знаком Государственной Думы Федерального Собрания Российской Федерации «За заслуги в развитии парламентаризма», Благодарностью Федеральной службы по надзору в сфере образования и науки.

## Санкции
Из-за поддержки российской агрессии и нарушения территориальной целостности Украины во время российско-украинской войны находится под персональными международными санкциями разных стран.
23 февраля 2022 года внесена в санкционные списки стран Евросоюза за действия и политику, которые подрывают территориальную целостность, суверенитет и независимость Украины и еще больше дестабилизируют Украину.
24 февраля 2022 года включена в санкционный список Канады «близких соратников режима» за голосование о признании независимости «так называемых республик в Донецке и Луганске».
24 марта 2022 года, на фоне вторжения России на Украину, попала в санкционный список США за «соучастие в войне Путина» и «поддержку усилий Кремля по вторжению в Украину», Госдеп США заявил что депутаты Госдумы используют свои полномочия для преследования инакомыслящих и политических оппонентов, нарушают свободу информации, ограничивают права человека и основные свободы граждан России.
По аналогичным основаниям, с 11 марта 2022 года находится под санкциями Великобритании. С 25 февраля 2022 года находится под санкциями Швейцарии. С 26 февраля 2022 года находится под санкциями Австралии. С 12 апреля 2022 года находится под санкциями Японии. Указом президента Украины Владимира Зеленского от 7 сентября 2022 находится под санкциями Украины. С 3 мая 2022 года находится под санкциями Новой Зеландии.

##### Уголовное преследование
22 марта 2023 года украинский суд заочно приговорил Алёну Аршинову к 15 годам лишения свободы с конфискацией имущества по статье о посягательстве на территориальную целостность и неприкосновенность Украины